# Jan Anasiewicz
Jan Anasiewicz (ur. 15 lipca 1908 w Mochowie, zm. między 4 a 7 kwietnia 1940 w Katyniu) – kapitan artylerii Wojska Polskiego, ofiara zbrodni katyńskiej.

## Życiorys
Był synem Walentego i Klary z domu Kobylińskiej. Wujem (bratem matki) Jana Anasiewicza był ksiądz Kacper Kobyliński.
24 maja 1927 zdał maturę typu humanistycznego w Gimnazjum im. Króla Władysława Jagiełły w Płocku. 
W lipcu 1927 za zgodą rodziców wstąpił do Wojska Polskiego. W czerwcu 1928 w stopniu kaprala podchorążego ukończył Kurs Unitarny Szkoły Podchorążych Piechoty w Komorowie, a dwa lata później Szkołę Podchorążych Artylerii w Toruniu. 15 sierpnia 1930 Prezydent RP Ignacy Mościcki mianował go podporucznikiem ze starszeństwem z dniem 15 sierpnia 1930 i 78. lokatą w korpusie oficerów artylerii, a minister spraw wojskowych wcielił do 17 pułku artylerii lekkiej w Gnieźnie. Został awansowany do stopnia porucznika ze starszeństwem z dniem 1 stycznia 1933. 15 września 1935 przeniesiono go na dodatkowe przeszkolenie do Szkoły Podchorążych Rezerwy Artylerii we Włodzimierzu Wołyńskim. Na stopień kapitana został mianowany ze starszeństwem z dniem 19 marca 1939 i 92. lokatą w korpusie oficerów artylerii. W tym czasie pełnił służbę w Wołyńskiej Szkole Podchorążych Rezerwy Artylerii na stanowisku instruktora 1 baterii szkolnej.
W czasie kampanii wrześniowej 1939 prawdopodobnie przydzielono go do Ośrodka Zapasowego Artylerii nr 2. Po agresji ZSRR na Polskę z 17 września 1939 dostał się do niewoli radzieckiej. Osadzono go w obozie w Kozielsku. Jego nazwisko figuruje na liście wywózkowej z 3 kwietnia 1940. Między 4 a 7 kwietnia 1940 został zamordowany przez funkcjonariuszy NKWD w lesie katyńskim. Pogrzebano go w bezimiennej mogile zbiorowej, gdzie od 28 lipca 2000 mieści się oficjalnie Polski Cmentarz Wojenny w Katyniu. W czasie ekshumacji przeprowadzonej wiosną 1943 odnaleziono jego książeczkę wojskową i medalik, a zwłoki oznaczono numerem 1942. Figuruje na liście wywózkowej z 3 kwietnia 1940. 

### Życie prywatne
23 czerwca 1936 Jan Anasiewicz zawarł związek małżeński z Jadwigą Teresą Kotecką. Jego bratem ciotecznym był Michał Kobyliński, kierownik szkoły powszechnej w Golinie, porucznik piechoty rezerwy, współwięzień obozu w Kozielsku, również zamordowany w Katyniu.

## Upamiętnienie
5 października 2007 minister obrony narodowej Aleksander Szczygło mianował kpt. Jana Anasiewicza pośmiertnie na stopień majora. Awans został ogłoszony 9 listopada 2007 w Warszawie, w trakcie uroczystości „Katyń Pamiętamy – Uczcijmy Pamięć Bohaterów”.
11 listopada 1976 „w hołdzie ofierze życia Żołnierzy Polskich, zamordowanych w 1940 roku w Związku Sowieckich Republik” Prezydent RP na Uchodźstwie Stanisław Ostrowski podpisał Zarządzenie, które umożliwiło udekorowanie Pomnika Katyńskiego w Londynie Srebrnym Krzyżem Orderu Wojennego Virtuti Militari.
1 stycznia 1986 Minister Spraw Wojskowych, ppłk dypl. inż. Jerzy Przemysław Morawicz nadał odznakę pamiątkową Krzyż Kampanii Wrześniowej wszystkim Polakom – ofiarom zbrodni w Katyniu.

## Odznaczenia
- Państwowa Odznaka Sportowa – 1932[1]
- Brązowa Odznaka Polskiego Związku Narciarskiego „Za Sprawność Narciarską” – 1932[1]
- Srebrna Odznaka Polskiego Związku Narciarskiego „Za Sprawność Narciarską” – 1933[1]